# Félix Bonfils

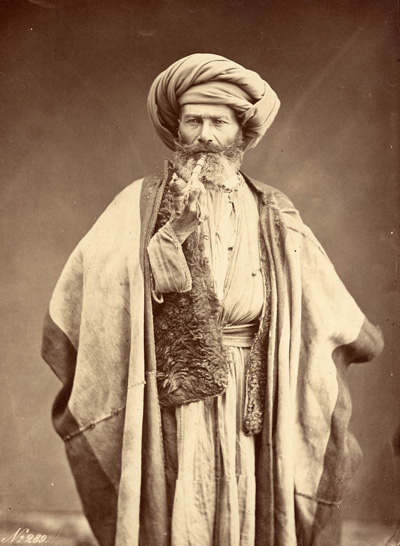
Foto de un árabe con pipa, por Félix Bonfils, fines del.

Félix Bonfils fue un fotógrafo y escritor francés, que fue activo en el Oriente Medio.
Nace el 8 de marzo de 1831 en Saint-Hippolyte-du-Fort y fallece en Alès en 1885. Con su familia se mudan a Beirut en 1867 donde abren el estudio fotográfico "Maison Bonfils", que pasa a "F. Bonfils & Cie" en 1878. Bonfils toma fotos en Líbano, Egipto, Palestina, Siria, Grecia y Constantinopla (hoy Estambul).
En 1872 publica el álbum “Architecture Antique” (Ed. Ducher press) después de presentar algunas de esas imágenes en la Sociedad Francesa de Fotografía. 
Su obra fue muy conocida por los turistas que viajaban a esas regiones debido a que adquirían sus fotos como recuerdos. Finalmente abre otro estudio en Alès (Francia).

## Otras lecturas
- ”La Imagen de Oriente: Nineteenth-Century Near-Eastern Photographs × Bonfils” por Gavin (Carney E.S.). De la Colección de "Harvard Semitic Museum", Chicago/Londres. Univ. Chicago Press, 1982